# 里奇蘭城 (印第安納州)
里奇蘭城（英語：Richland City）是一個位於美國印地安納州斯潘塞縣的城鎮。

## 人口
根據2010年美國人口普查的數據，里奇蘭城的面積為1.33平方千米，當中陸地面積為1.33平方千米，而水域面積為0.00平方千米。當地共有人口425人，而人口密度為每平方千米320人。